# Dave Morrison (Eishockeyspieler)
David Stuart Morrison (* 12. Juni 1962 in Toronto, Ontario) ist ein ehemaliger kanadischer Eishockeyspieler und aktueller Amateur-Scout bei den Toronto Maple Leafs. Während seiner Spielerkarriere war er sowohl in der National Hockey League als auch in der Deutschen Eishockey Liga sportlich aktiv.

## Karriere
Morrison begann seine Karriere bei den Peterborough Petes, für die er von 1979 bis 1982 erst in der OHA und dann in der OHL spielte. Vor Beginn der NHL 1981/82 nahmen ihn die Los Angeles Kings aus der NHL unter Vertrag, die ihn im NHL Entry Draft 1980 in der zweiten Runde an 34. Position ausgewählt hatten. Sie setzten ihn zunächst in der American Hockey League bei ihrem Farmteam, den New Haven Nighthawks, ein, wurde jedoch nach acht Spielen während der laufenden Saison 1983/84 von den Vancouver Canucks verpflichtet, für deren Farmteam, die Fredericton Express, er bis 1986 auflief. Während dieser Zeit kam er zwischen 1980 und 1983 zusätzlich bei den Los Angeles Kings und für die Spielzeit 1984/85 für die Vancouver Canucks in der NHL zum Einsatz.
Nach Deutschland wechselte er dann 1986 zum EV Stuttgart in die Oberliga, mit dem er in derselben Saison 1986/87 noch in die 2. Bundesliga aufstieg. Nach einem Wechsel in der Zweitligasaison 1989/90 zum EC Ratingen, für den er in zwei Spielzeiten 50 Spiele bestritt, wurde er vom EC Kassel abgeworben. Für den Kasseler Eishockeyclub lief er vorerst von 1991 bis 1993 auf und erlangte in 100 Spielen insgesamt 170 Scorerpunkte. Durch seine beachtlichen Leistungen wurde er daraufhin vom Erstligisten Eisbären Berlin verpflichtet.
Zum Start der Deutschen Eishockey Liga, als auch die Kassel Huskies erstklassig wurden, kehrte Morrison nach Kassel zurück. Er spielte dort bis zur Saison 1996/97 und gewann mit den „Huskies“ die deutsche Vizemeisterschaft. Für die darauf folgenden zwei Spielzeiten ließ er sich von den Manchester Storm verpflichten, beendete nach seinem Vertragsende dann jedoch seine Karriere als Profispieler.
Derzeit ist Dave Morrison Amateur-Scout bei den Toronto Maple Leafs.

## Erfolge und Auszeichnungen
- 1982 Goldmedaille bei der Junioren-Weltmeisterschaft
- 1986 Spengler-Cup-Gewinn mit dem Team Canada
- 1987 Spengler-Cup-Gewinn mit dem Team Canada